# Schwatzgelb.de
Schwatzgelb.de (Eigenschreibweise schwatzgelb.de) ist ein Fanzine über Borussia Dortmund. Es zählt zu den größten seiner Art in Deutschland.

## Umfang des Fanzine
Das Magazin erscheint im Internet und wird täglich aktualisiert. Es veröffentlicht Berichte rund um den BVB und verfügt neben der deutschsprachigen Hauptseite auch über einen englischsprachigen Teil für Fans aus dem Ausland. Herausgeber des Fanzines ist der Schwatzgelb.de e. V., die Autoren der Seite sind ehrenamtlich für das Projekt tätig.
Mit einer zehnköpfigen Redaktion war schwatzgelb.de zur Fußball-Bundesliga-Saison 2000/01 erstmals erschienen, um BVB-Fans eine Plattform zum Informations- und Meinungsaustausch zu ermöglichen und sich kritisch mit dem Geschehen bei Borussia Dortmund auseinanderzusetzen. Dabei war es den Mitwirkenden stets wichtig, nicht nur die sportliche, sondern auch die gesellschaftliche Seite des Fußballs zu beleuchten. Bis heute sind das Magazin und seine Redaktion stetig gewachsen.
Schwatzgelb.de erreicht nach eigenen Angaben durchschnittlich etwa 50.000 Besucher pro Tag und bietet neben Berichten, Kommentaren, Videos und Fotos zum aktuellen Geschehen bei Borussia Dortmund auch Interviews mit Spielern und Verantwortlichen des Vereins, einen umfassenden Statistikteil sowie einen Chat und mit dem BVB-Forum die wohl größte Diskussionsplattform für BVB-Fans. Das Fanzine kooperiert mit dem Verein und ist als Medium akzeptiert; es verfügt über Presseakkreditierung für Stadion und Trainingsgelände. Ferner existieren Kooperationen mit regionalen und überregionalen Periodiken wie dem Fußballmagazin 11 Freunde. Renommierte Medien wie Die Welt oder die FAZ greifen bei Themen rund um Borussia Dortmund auf die Ansichten der schwatzgelb.de-Redaktion zurück. Auch das Wirken als Fanzine selbst ist immer wieder Gegenstand medialer Berichterstattung, jüngst in einem Interview des Magazins WestfalenSport.
Zusätzlich zum täglichen Angebot im Internet erschienen im September 2004, im April 2007 und im Mai 2008 kostenlose Printausgaben von schwatzgelb.de mit einer steigenden Auflage von 5.000, 8.000 und zuletzt 12.000 Exemplaren.
Im September 2016 erschien in Zusammenarbeit mit "bodo – Das Straßenmagazin" eine Printausgabe mit einer Auflage von 20.000 Exemplaren. Das Magazin wurde in der Stadt und im Stadion von Menschen in schwieriger sozialer Lage verkauft. Der Preis betrug 2,50 €, die eine Hälfte davon behielt der Verkäufer, die andere Hälfte ging an bodo e. V.

## Audioangebot
Das Fanzine hat im Laufe der Jahre sein Audioangebot stark ausgebaut.

### Amateurfunk
Seit dem Heimspiel gegen die zweite Mannschaft des FSV Mainz 05 am 26. August 2014 bietet das Fanzine ein anmeldepflichtiges und vom DFB genehmigtes Internetradio namens Amateurfunk an, das die Heimspiele von Borussia Dortmund II überträgt. Mit dem Spiel gegen den VfL Osnabrück am 18. April 2015 wurde zum ersten Mal eine Auswärtspartie übertragen. Es folgte am 25. Mai 2015 das Spiel in Münster.
Der Name des Internetradios ist bewusst zweideutig. Zum einen wird die zweite Mannschaft von Borussia Dortmund weitläufig als Amateure bezeichnet, obwohl sie den Status einer Profimannschaft besitzt. Zum anderen wird die Übertragung von unerfahrenen und ehrenamtlichen Kommentatoren geleitet, ebenfalls Amateure auf diesem Gebiet.
Diese umfangreiche Berichterstattung für die zweite Mannschaft wurde auch nach dem Abstieg in die Regionalliga West fortgeführt. Das Fanzine kündigte ebenfalls an, dass die Anmeldepflicht wegfallen wird.

### Auffe Ohren
Neben dem Audiostream Amateurfunk hat schwatzgelb.de einen Podcast namens Auffe Ohren etabliert, der sich mindestens 90 Minuten, also eine Spiellänge, mit dem aktuellen Geschehen um Borussia Dortmund auseinandersetzt. Dabei wird zwar vor allem auf die Bundesligamannschaft eingegangen, doch auch die Zweitvertretung und der Jugendbereich finden in der ständigen Rubrik Schalte zu Malte Beachtung. Die Auffe Ohren-Redaktion bindet die Hörer mittels sozialer Plattformen wie Twitter ein. Dabei beantworten sie Fragen oder nehmen Stellung zu Aussagen anderer.

## flutlicht
Das gesellschaftliche und soziale Engagement von schwatzgelb.de konzentriert sich unter dem Namen flutlicht. Schwatzgelb.de möchte damit "denen helfen, die bisher die Schattenseiten kennengelernt haben."

## Jubiläum
Am 18. Juli 2015 feierte das Fanzine sein fünfzehnjähriges Bestehen. Zu der Feier war unter anderem auch Profispieler Neven Subotic eingeladen, der einen Vortrag über die nach ihm benannte Stiftung hielt.
Im Vorlauf der Feier erschienen besondere Artikel aus 15 Jahren Schwatzgelb.de im Retrodesign auf der Website des Fanzine. Dazu gab es Einleitungen, die die damalige Situation des BVB skizzieren.
Ferner wurde ein Video veröffentlicht, in dem zahlreiche Spieler dem Fanzine zum Geburtstag gratulierten und in dem der Pressesprecher von Borussia Dortmund, Sascha Fligge, die Bedeutsamkeit, die dieses Fanzine für den Verein hat, unterstrich.